# Kovács László (orvos, 1939)
Kovács László (Sátoraljaújhely, 1939. október 13. – 2019. szeptember 29.) Széchenyi-díjas magyar orvos, fiziológus, egyetemi tanár, a Magyar Tudományos Akadémia rendes tagja. A sejtfiziológia és az elektrofiziológia neves kutatója. 1991 és 1995 között a Debreceni Orvostudományi Egyetem rektorhelyettese.

## Életpályája
1957-ben érettségizett, majd beiratkozott a Debreceni Orvostudományi Egyetemre, ahol 1963-ban szerzett orvosi diplomát. Diplomájának megszerzése után az egyetem Élettani Intézetében kapott tanársegédi állást munkatársi rangban. 1975-ben kapott adjunktusi, 1982-ben docensi kinevezést. majd 1988-ban vehette át egyetemi tanári kinevezését. 1991-ben megbízták az intézet (később Molekuláris Medicina Kutató Központ) igazgatói tisztének betöltésével, amelyet 2005-ig töltött be. Szintén 1991-ben választották meg az egyetem tudományos rektorhelyettesévé, amely tisztségét négy éven keresztül viselt. 2009-ben emeritálták. 1999 és 2002 között a Széchenyi professzori ösztöndíjas.
1979-ben védte meg az orvostudományok kandidátusi, 1987-ben akadémiai doktori értekezését. A Debreceni Területi Bizottságnak, illetve az MTA Elméleti Orvostudományi Tudományos Bizottságnak lett tagja, utóbbinak később elnöke. 1998-ban megválasztották a Magyar Tudományos Akadémia levelező, 2004-ben rendes tagjává. 2000-ben az Országos Tudományos Kutatási Alap alelnöke lett. Később az MTA Doktori Tanács I. Bizottságába is bekerült. 1990 és 1998 között a Magyar Élettani Társaság alelnöke volt, majd 1998-ban a társaság elnökévé választották. Tisztségében többször megerősítették.
1974–1975-ben a Rochesteri Egyetemen kutatott ösztöndíjjal, valamint 1987–1988-ban a Marylandi Egyetem Biokémiai Intézete vendégprofesszora volt. A General Physiology and Biophysics és az Acta Physiologica Hungarica szerkesztőbizottságába is bekerült.

## Munkássága
Kutatási területe a sejtek membránfolyamatai, a jelátvitel elektrofiziológiai történéseinek elemzése, a harántcsíkolt és szívizomsejtek ingerülete, valamint összehúzódása fiziológiás és kóros körülmények között volt. Elsőként tárta fel az intakt izomrostok kalciumhomeosztázisának (azaz az élő szervezetnek a változó külső és belső körülményekhez való alkalmazkodó képességének) mennyiségi viszonyait, valamint a mioplazmatikus kalcium(Ca2+)-koncentrációjának kinetikáját.
Meghatározta többek között tenyésztett vázizomsejteken, majd később bőrsejteken a sejtközötti (intracelluláris) kötőhelyek sebességi állandóit és a kalciumpumpa sajátosságait, valamint növekedésének módosulását mutatták ki. A felszíni membrán feszültségérzékelői és a szarkoplazmatikus retikulum (SR, az izomsejtben található kötőanyag) kalciumcsatornái között létező visszacsatolási mechanizmusokat kimutató kísérleteket hajtott végre.

## Családja
1970-ben nősült, felesége Zayzon Réka. Házasságukból két leánygyermekük született.

## Díjai, elismerései
- Szent-Györgyi Albert-díj (1994)
- Went-emlékérem (1995)
- Akadémiai Díj (1997)
- A Magyar Köztársasági Érdemrend középkeresztje (2005)
- Eötvös József-koszorú (2007)
- Széchenyi-díj (2008)

## Főbb publikációi
- Increased Optical Transparency Associated With Ecitation-contraction Coupling in Voltage-clamped Cut Skeletal Muscle Fibres (társszerző, 1977)
- Calcium Transients and Intramembrane Charge Movement in Skeletal Muscle Fibres (társszerző, 1979)
- Comparison of Birefringence Signals and Calcium Transients in Voltage-clamped Cut Skeletal Muscle Fibres of the Frog (társszerző, 1983)
- Kinetic properties of intramembrane Charge Movement Under Depolarized Conditions in Frog Seketal Muscle Fibres (társszerző, 1991)
- Membránon keresztüli jelátvitel fiziológiás és kóros körülmények között (1998)
- Effects of Tetracaine on Sarcoplasmic Calcium Release in Mammalian Skeletal Muscle Fibres (társszerző, 1999)
- Kinetics of Inactivation and Restoration from Inactivation of the L-type Calcium Current in Human Myotubes (társszerző, 1999)